# Electrophaes fervidaria
Electrophaes fervidaria là một loài bướm đêm trong họ Geometridae.